# Musashino
Musashino (jap. 武蔵野市 Musashino-shi) – miasto w Japonii, na wyspie Honsiu, w aglomeracji Tokio. Ma powierzchnię 10,98 km². W 2020 r. mieszkały w nim 150 102 osoby, w 78 022 gospodarstwach domowych  (w 2010 r. 138 813 osób, w 71 220 gospodarstwach domowych).
Do trzęsienia ziemi w 1923 roku gospodarka Musashino opierała się przede wszystkim na rolnictwie. W czasie II wojny światowej w miejscowości znajdowały się fabryki amunicji, które przerobiono później na zakłady przemysłu elektromaszynowego. 3 listopada 1947 roku Musashino-chō zostało przemianowane na Musashino-shi.